# Giulio Oberhammer
Giulio Oberhammer (* 14. Dezember 1935 in Cortina d’Ampezzo; † 24. Mai 2009 in Pieve di Cadore) war ein  italienischer Eishockeyspieler.

## Karriere
Giulio Oberhammer war Stürmer beim SG Cortina. In den Jahren 1957, 1959, 1961, 1962, 1964, 1965 und 1966 wurde er mit seiner Mannschaft Italienischer Meister.

## International
Giulio Oberhammer nahm 1956 an den XIII. Olympischen Winterspielen in Cortina d’Ampezzo, seiner Heimat teil. Dort belegte Italien den siebenten Platz. Bei den XIV. Olympischen Winterspielen 1964 in Innsbruck belegte seine Mannschaft nur den 15. Platz, wobei er selbst 3 Tore erzielte.